# Sleepschip

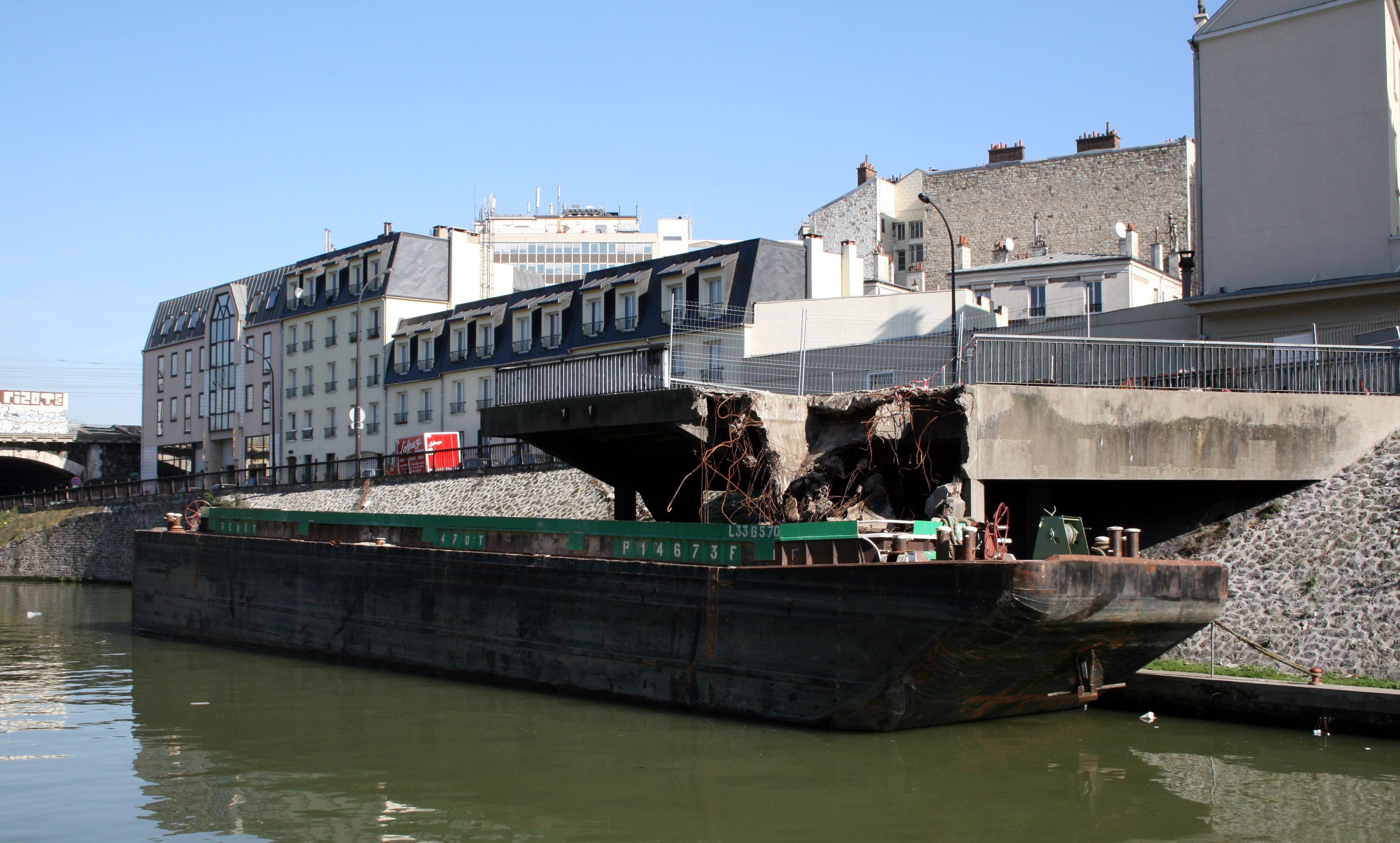
Duwbak op het Canal Saint-Denis

Een sleepschip is een binnenvaartschip dat gebouwd en bestemd is om te worden gesleept. Het heeft geen eigen motor voor de voortstuwing. Slepen van een sleepschip gebeurt meestal door een sleepboot. De combinatie van sleepboot en één of meerdere sleepschepen noemt men een sleep. Komt op de rivier naar boven een sleepboot kracht en snelheid te kort, dan kan daar nog een voorspanboot (ook een sleepboot) aan voorafgaan. Die sleept dan "in span", wat 's nachts te zien is aan een wit extra toplicht per sleepboot. 
De meeste sleepschepen zijn in de loop van de tijd van een eigen motor voorzien. Ze zijn bijna altijd nog goed herkenbaar, als ze namelijk nog de roef aan de den hebben. Een sleepschip is een groot schip, als het kleiner is noemt men het een bak of dekschuit. In de zeevaart kan een bak echter zeer groot zijn.
Bak is het Nederlandse woord dat het meest in de buurt van het Engelse barge komt (hoewel in het Engels ook sommige motor- en zeilschepen als barge aangeduid worden). Dit woord wordt ook in sommige Nederlandse dialecten gebruikt. De trekschuit tussen Gent en Brugge werd bijvoorbeeld de Gentse barge genoemd.
Sleepschepen hebben in vergelijking met motorschepen van vergelijkbare grootte een bijzonder groot roer. Bij motorschepen bevindt de schroef zich voor het roer, ten opzichte van de vaarrichting, waardoor een deel van het schroefwater door het roer in een zodanige richting gestuurd wordt, dat een zijdelingse voortstuwing verkregen wordt. Bij sleepschepen ontbreekt deze werking. Om toch voldoende wendbaar te zijn, is een veel groter roer nodig.
Tegenwoordig worden sleepschepen nog zelden toegepast. Ze zijn duur in exploitatie omdat er tijdens het varen altijd nog een roerganger op nodig is. Ze worden nog wel gebruikt voor opslag, vletten.
De functie van het sleepschip is overgenomen door de duwbak. Zie de afbeelding. 
Gewone zeilende binnenschepen werden bij ongunstige wind ook gesleept, door mensen die op een jaagpad liepen, of (als er geld genoeg was) door een paard. In die situatie was het schip er niet voor bestemd en dus geen sleepschip. 
Historisch gezien waren sleepschepen voornamelijk vrachtschepen. Gesleepte schepen voor personenvervoer zijn vooral als trekschuiten bekend.
Enkele sleepschepen zijn voorzien van een aanpassing aan de achtersteven/kont waardoor ze geduwd kunnen worden.
De wereld van de sleepschepen wordt levend gehouden door onder andere het oorspronkelijk als sleepschip gebouwde Museumschip Tordino.